# Adenanthos cygnorum
Adenanthos cygnorum là một loài thực vật có hoa trong họ Quắn hoa. Loài này được Diels & E.Pritz. miêu tả khoa học đầu tiên năm 1904.